# Miraflores-palota
A Miraflores-palota (spanyolul: Palacio de Miraflores) a venezuelai kormány székhelye és az elnöki hivatal helye.

## Története
A palotát Joaquín Crespo elnökségének idején, 1884 közepén kezdték építeni az egykori La Trilla hacienda helyén, amelyet Crespo 35 000 bolívarért vásárolt meg. Célkitűzés volt, hogy az új épületnek pompáját tekintve felül kell múlnia Crespo addigi caracasi otthonát, a Santa Inés-villát. A Mirafloresre keresztelt palota tervezője Giussepi Orsi de Mombello volt, de lehetséges, hogy közreműködött Juan Hurtado Manrique is. Az építkezés később politikai okokból megszakadt, és csak 1892-ben folytatódott. Crespo 1887-ben elhagyta az országot, és Spanyolországban, Barcelonában telepedett le, ahonnan később magával hozta Caracasba Juan Bautista Sales építészt, aki több szakember társaságában dolgozott az új palotában is. Ugyancsak részt vett a díszítési munkákban Julián Oñate spanyol festő is, Arturo Michelena pedig elkészítette Crespo portréját. Az épület nevét Crespo adta, miután hazatért Spanyolországból, méghozzá egy burgosi karthauzi kolostor, a Miraflores-kolostor után. Építéséhez olasz márványt, francia tükröket és spanyol bronzot is felhasználtak. Ez volt Venezuela egyik első olyan épülete, amelyet földrengésbiztosra terveztek meg.
Az épületben 1900-tól kezdve lakott először elnök, jelesül Cipriano Castro, de hivatalos elnöki rezidenciává csak 1911-ben vált, miután június 19-én a kormány megvásárolta. Az első elnök, aki ezután költözött ide, Juan Vicente Gómez volt, aki július 5-én nagyszabású fogadást is rendezett a függetlenség századik évfordulója alkalmából. 1923. június 30-án gyilkosság történt a palotában: szobájában megölték Juan Crisóstomo Gómez alelnököt, az elnök testvérét. Innentől kezdve több mint tíz éven át az épület zárva volt. 1936-ban Eleazar López Contreras elnök megszüntette a Miraflores személyes jellegét és kormánypalotává alakította. Az 1950-es években, Marcos Pérez Jiménez idején Luis Malaussena építész tervei alapján jelentős változtatásokat hajtottak végre a belső térben, az eredeti díszítések egy részét megszüntették. Később a rezidenciát japánkerttel és irodákkal bővítették, és megpróbálták visszaállítani az eredeti állapotába.

## Az épület
A palota Caracas belső részén, az Avenida Urdaneta út déli oldalán áll. Nagyjából téglalap alakú, közepén egy árkádos, növényekkel, szobrokkal és márványszökőkúttal díszített belső udvar található. Benne az elnöki hivatalon kívül több díszes terem található: a Simón Bolívar-terem, a minisztertanács terme, a nagykövetek terme, az Ayacucho-terem, a Boyacá-terem, a Vargas-mocsár-terem, a Sol del Perú-terem, valamint rendelkezik egy kápolnával is.

## Képek

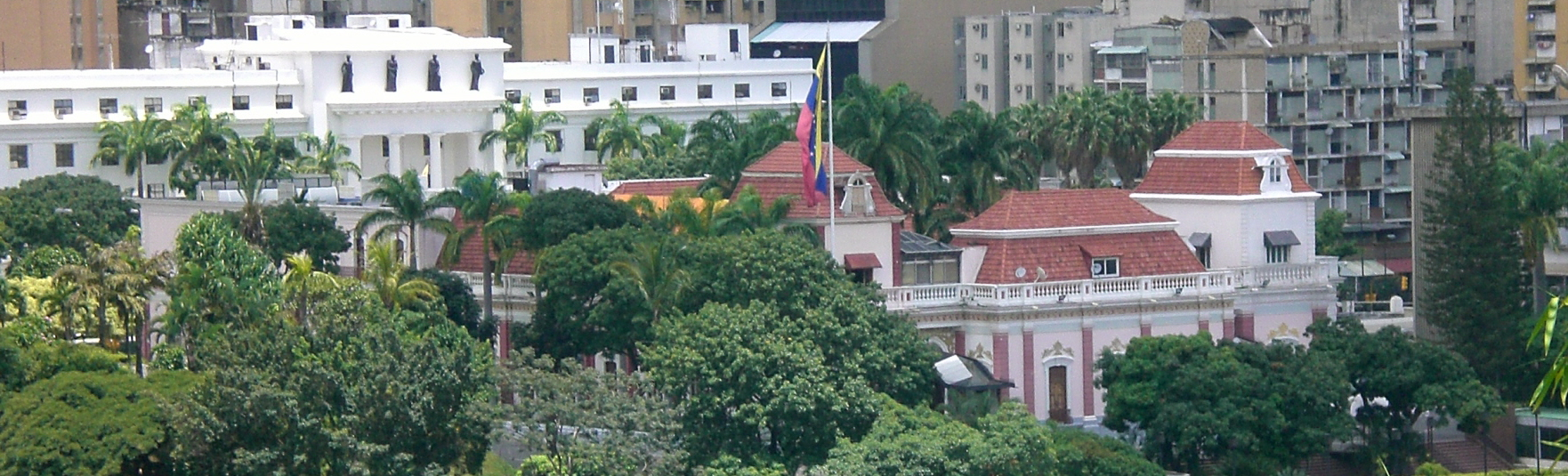
A palota és környezete
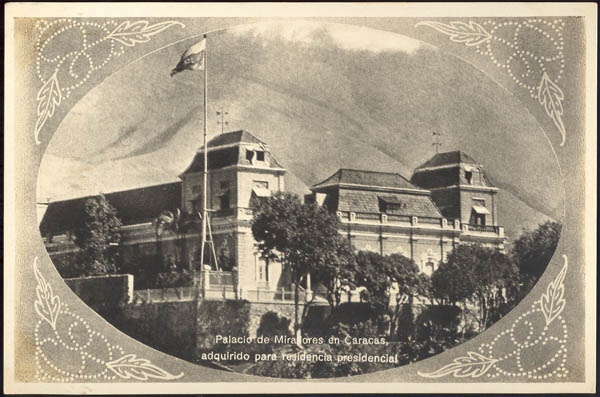
Egy 1930-as képen
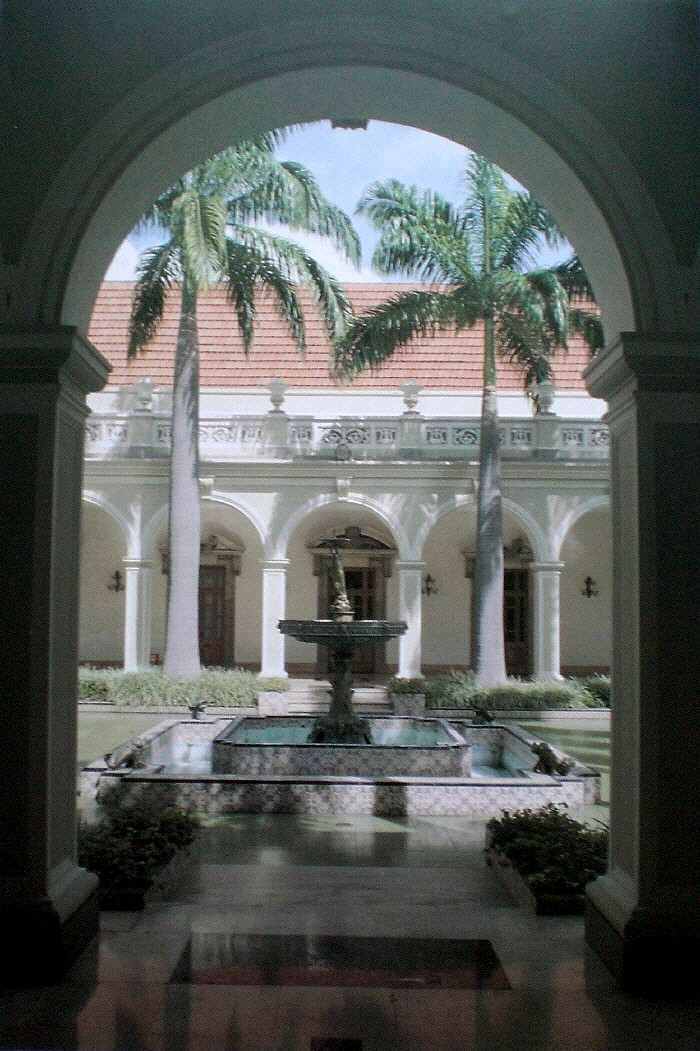
A központi udvar
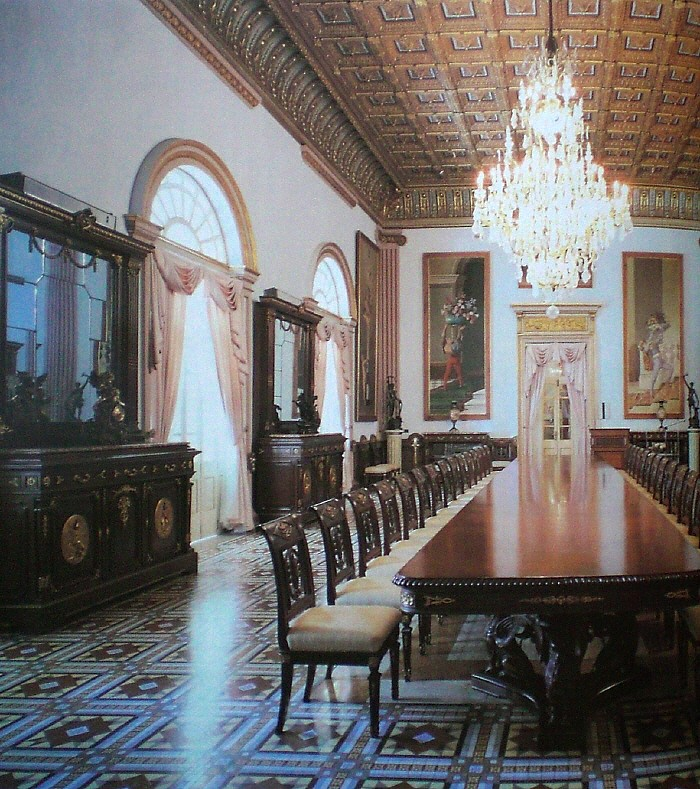
A Joaquín Crespo-terem